# Nof Ajalon
Nof Ajalon (hebrejsky נוף איילון, doslova „Vyhlídka na Ajalon“, v oficiálním přepisu do angličtiny Nof Ayyalon, přepisováno též Nof Ayalon) je vesnice typu společná osada (jišuv kehilati) v Izraeli, v Centrálním distriktu, v Oblastní radě Gezer.

## Geografie
Leží v nadmořské výšce 195 metrů na pomezí hustě osídlené a zemědělsky intenzivně využívané pobřežní nížiny a regionu Šefela, na dotyku mezi územím Izraele v mezinárodně uznávaných hranicích a územím nikoho, které do roku 1967 oddělovalo Izrael a Západní břeh Jordánu v prostoru Latrunu. Společně se sousedním kibucem Ša'alvim vytváří souvislý stavební celek. Jihozápadně od vesnice protéká Nachal Ajalon.
Obec se nachází 28 kilometrů od břehu Středozemního moře, cca 30 kilometrů jihovýchodně od centra Tel Avivu a cca 25 kilometrů severozápadně od historického jádra Jeruzalému. Nof Ajalon obývají Židé, přičemž osídlení v tomto regionu je etnicky převážně židovské.
Nof Ajalon je na dopravní síť napojen pomocí místní komunikace, jež vede do nedalekého města Modi'in-Makabim-Re'ut. Jihozápadně od obce probíhá dálnice číslo 1 spojující Tel Aviv a Jeruzalém.

## Dějiny
Nof Ajalon byl založen v roce 1994. Jde o nábožensky orientované sídlo rezidenčního typu, které přímo navazuje na sousední kibuc Ša'alvim. Funguje tu náboženské vzdělávání, knihovna a sportovní areály.

## Demografie
Podle údajů z roku 2014 tvořili naprostou většinu obyvatel v Nof Ajalon Židé (včetně statistické kategorie "ostatní", která zahrnuje nearabské obyvatele židovského původu ale bez formální příslušnosti k židovskému náboženství). Jde o menší obec předměstského rezidenčního typu s  populací, která po počátečním prudkém nárůstu začala po roce 2005 stagnovat. K 31. prosinci 2014 zde žilo 2113 lidí. Během roku 2014 populace klesla o 2,7 %.
| Rok            | 2001 | 2003 | 2004 | 2005 | 2006 | 2007 | 2008 | 2009 | 2010 | 2011 | 2012 | 2013 | 2014 |
| -------------- | ---- | ---- | ---- | ---- | ---- | ---- | ---- | ---- | ---- | ---- | ---- | ---- | ---- |
| Počet obyvatel | 1980 | 2284 | 2377 | 2468 | 2497 | 2490 | 2501 | 2124 | 2194 | 2209 | 2187 | 2172 | 2113 |